# Perim
Perim (arapski: Barim) je vulkanski otok u tjesnacu Bab-el-Mandebu, oko 13 km jugozapadno od obale Jemena (arapski poluotok). Površina otoka je oko 300 km2. Otok pripada Jemenu.
Otok ima vrlo važan strateški položaj u tjesnacu Bab-el-Mandeb (južni ulaz u Crveno more), kojeg dijeli na 2 kanala - istočni Bab Iskender i zapadni Dact-el-Mayun.
Najviši vrh otoka je na visini od 65 m/nm.

## Povijest
Perim je u 18. stoljeću okupirala Francuska, a 1799. nakratko i Britanija. Britanci su ga ponovno zauzeli 1857. godine, te ga kasnije administrativno povezali s Adenom. Perin je doživio procvat u periodu od 1883. do 1936. godine dok se tamo crpio ugljen. Prelaskom brodova na pogon naftom, Perim gubi na važnosti.
Godine 1967., malobrojno stanovništvo Perima izglasalo je priključenje Južnom Jemenu, koji se u međuvremenu ujednio sa Sjevernim Jemenom u jedinstvenu državu Jemen.

## Vanjske poveznice
|  | Zajednički poslužitelj ima još gradiva o temi Perim |

- Perim on Encyclopedia.com
- Mapa Perima
- Mapa Perima @ Encarta  Arhivirana inačica izvorne stranice od 6. srpnja 2008. (Wayback Machine)